# Vieska (okres Veľký Krtíš)
Vieska je obec v okrese Veľký Krtíš v Banskobystrickém kraji na Slovensku. Leží ve východní části Ipeľské kotliny přibližně 15 km severovýchodně od okresního města. Žije zde 197 obyvatel.
První písemná zmínka o obci pochází z roku 1447. V obci se nachází zvonice se zvonem z 18. století.